# Eskil Magnusson
Eskil Magnusson (1175 - 1227) fue un lagman de Västergötland, Suecia durante la década 1217 hasta su muerte. Era hijo de Magnus Minniskiöld en su primer matrimonio conocido y por lo tanto el medio hermano de Birger Jarl.
Se casó en 1217 con Kristina Nilsdotter Blake, que era nieta de Erico el Santo y viuda de Haakon el Loco.
Eskil Magnusson aparece en diversos documentos escritos a finales del reinado de Knut Eriksson. Se le considera el autor de Äldre Västgötalagen, el primer códice legal escrito en sueco. Durante la década de 1220 participó en las negociaciones con el rey Haakon IV de Noruega sobre el conflicto fronterizo de Värmland, una zona usada como base para incursiones en territorio noruego.
Eskil conservó en Skara el estandarte del rey Erik X Knutsson que usó en la batalla de Gestilren y que regaló con honores a Snorri Sturluson como ilustre visitante durante su viaje a Suecia en 1219.